# Васильков, Ярослав Владимирович
Яросла́в Влади́мирович Василько́в (род. 12 декабря 1943, Полярный, Мурманская область) — советский и российский индолог, переводчик и исследователь «Махабхараты». Доктор филологических наук (2003).

## Биография
Родители работали в Ансамбле Северного флота. Дед — автор первой в России научной грамматики цыганского языка Пётр Патканов.
В юности писал постакмеистические стихи и показывал их Ахматовой.
В 1967 году окончил Восточный факультет ЛГУ по кафедре индийской филологии. В 1967—2005 годах работал в ленинградском (петербургском) отделении Института востоковедения, с 1993 — заведующий сектором Южной и Юго-Восточной Азии. С 2005 ведущий научный сотрудник Музея антропологии и этнографии, с 2007 профессор философского факультета СПбГУ. Преподавал на Факультете этнологии Европейского университета в Санкт-Петербурге.
Летом 2024 г. уволился из Музея антропологии и этнографии и уехал из России в США на постоянное место жительства.
Совместно с С. Л. Невелевой опубликовал пять томов с переводами эпоса «Махабхараты». Васильков перевёл главы 1-112 книги III (перевод сделан в первой половине 1970-х годов, опубликовано в 1987), часть книги VIII (1990), книгу XI (1998), главы 1-50 книги XIV (2003), главы 26-47 книги XV (2005).
Согласно концепции Василькова, уникальность «Махабхараты» состоит прежде всего в необычайной многослойности эпоса, сочетающего архаическую, героическую и постклассическую стадии в своём развитии. В написанной совместно с Н. В. Гуровым статье (1995) отождествил упоминаемую в «Махабхарате» страну Аратта в Пенджабе со страной того же названия из заметно более раннего шумерского эпоса (и тем самым с хараппской культурой).
Кроме того, опубликовал ряд работ по истории отечественного востоковедения и репрессий сталинской эпохи.
- Библиографию «Махабхараты» см. Издания и переводы «Махабхараты»#Полный академический перевод.

## Труды
Диссертации:
- Некоторые проблемы сравнительного изучения «Махабхараты». Автореф.дисс. … к.филол.н. Л., ЛГУ. 1974.
- Древнеиндийский эпос «Махабхарата»: историко-типологическое исследование. Дисс. в виде научного доклада … д.филол.н. СПб, 2003.

Статьи:
- «Махабхарата» и устная эпическая поэзия. // Народы Азии и Африки. 1971. № 4. С.95-106.
- 12-летний цикл в древней Индии. // Сообщение об исследовании протоиндийских текстов. М., 1972. С.313-336.
- Элементы устно-поэтической техники в «Махабхарате». // Литературы Индии. Статьи и сообщения. М., 1973. С.3-23.
- Происхождение сюжета «Кайратапарвы» (Махабхарата III.39-45). // Проблемы истории языков и культуры народов Индии. М., 1974. С.139-158.
- Земледельческий миф в древнеиндийском эпосе (Сказание о Ришьяшринге). // Литература и культура древней и средневековой Индии. М., 1979. С.99-133.
- Эпос и паломничество. (О значении «паломнической» темы в «Махабхарате». // Литературы Индии. Статьи и сообщения. М., 1979. С.3-14.
- «Махабхарата» и потлач (Этнографический субстрат эпического сюжета). // Санскрит и древнеиндийская культура. М., 1979. С.73-82.
- Мифы Древней Индии. // Индия 1980. Ежегодник. М., 1982. С.281-296.
- «Махабхарата» как исторический источник (К характеристике эпического историзма). // Народы Азии и Африки. 1982. № 5. С.50-60.
- Индийский эпос и рыцарский роман Европы: сходные мотивы. // Индия 1985—1986. Ежегодник. М., 1987. С.250-269.
- Древнеиндийский вариант сюжета о «Безобразной невесте» и его ритуальные связи. // Архаический ритуал в фольклорных и раннелитературных памятниках. М., 1988. С.83-127.
- Васильков Я. В., Невелева С. Л. Ранняя история эпического сравнения (на материале VIII книги «Махабхараты»). // Проблемы исторической поэтики литератур Востока. М., 1988. С.152-175.
- О возможности греческого влияния на «Вопросы Милинды». // Буддизм: история и культура. М., 1989. С.92-103.
- Vas(s)il’kov Ya.V. Draupadi in the Assembly-hall, Gandharva-Husbands and the Origin of the Ganikas. // Indologia Taurinensia. 1989—1990/ Vol.XV-XVI. P.387-398.
- Васильков Я. В., Гуров Н. В. Страна Аратта по древним письменным источникам // Вестник Восточного института (СПб.). 1995. № 1 (Т.1). С.12-66.
- Vasil’kov Ya.V. Parable of a Man hanging in a tree and its archaic background. // Стхапакашраддха. Сб.ст. памяти Г. А. Зографа. СПб, 1995. С.257-269.
- Vassilkov Ya.V. The Mahabharata’s Typological Definition reconsidered. // Indo-Iranian Journal. 1995. Vol.38. № 3. P.249-255.
- О центральных образах «Стрипарвы». // Махабхарата. Кн.10, 11. М., 1998. С.133-158.
- Vassilkov Ya.V. Kalavada (the doctrine of Cyclical Time) in the Mahabharata and the concept of Heroic Didactics. // Composing a Tradition: Concepts, Techniques and Relationships. Zagreb, 1999. P.17-33.
- Vassilkov Ya.V. The Mahabharata’s Similes and their Significance for Comparative Epic Studies. // Rocznik Orientalistyczny. Warszawa. 2001. T. LIV. Z.1. P.13-31.
- Vassilkov Ya.V. Indian practice of pilgrimage and the growth of the Mahabharata in the light of new epigraphical sources. // Stages and Traditions: temporal and historical frameworks in epic and puranic literature. Zagreb. 2002. P.133-158.
- Васильков Я., Разаускас Д. Балтийский ключ к проблеме Вия-Вайю. // Scripta Gregoriana. Сб.ст. в честь 70-летия Г. М. Бонгард-Левина. М., 2003. С.24-46.
- «Анугита» и «Бхагавадгита»: о природе различий между текстами. // Махабхарата. Кн.14. СПб, 2003. С.179-195.
- Доклад «От шаманизма к йоге»
- Васильков Я. В., Гуров Н. В. Первый русский перевод с санскрита: «Мохамудгара» Шанкары в переводе Г. С. Лебедева // Индоевропейское языкознание и классическая филология-XI (чтения памяти И. М. Тронского). Материалы международной конференции, проходившей 18—20 июня 2007 г. / Отв. редактор Н. Н. Казанский. — СПб.: Нестор-История, 2007. — С. 31—46.

Справочник:
- Люди и судьбы. Биобиблиографический словарь востоковедов — жертв политического террора в советский период (1917—1991) Архивная копия от 27 июля 2011 на Wayback Machine / Изд. подготовили Я. В. Васильков, М. Ю. Сорокина. — СПб., 2003. — 496 с. ISBN 5-85803-225-7